# Palazzo del Monte dei Paschi di Siena (Reggio Calabria)

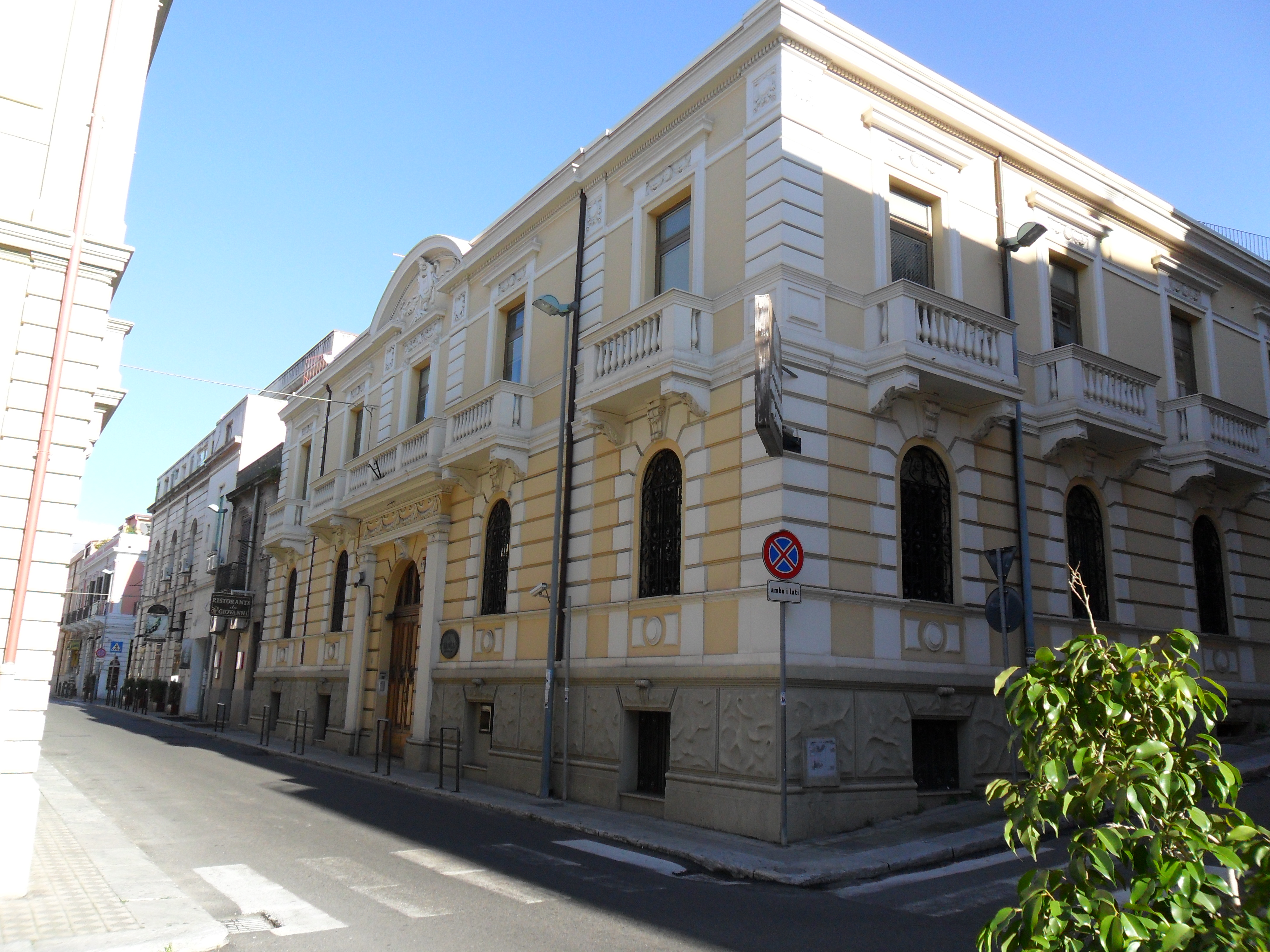
Palazzo del Monte dei Paschi di Siena in Reggio Calabria

Der Palazzo del Monte dei Paschi di Siena ist ein Gebäude mit neoklassizistischen und Jugendstilelementen aus den 1920er-Jahren im historischen Zentrum von Reggio Calabria in der italienischen Region Kalabrien. Er bedeckt einen Teil des Blocks an der Ecke der Via Fata Morgana und der Via Torrione. Die Familie Catanoso ließ ihn unter der Leitung von Bauingenieur Pietro de Nava als private Residenz errichten. Heute ist dort die örtliche Filiale der Banca Monte dei Paschi di Siena untergebracht.

## Beschreibung
Die Hauptfassade zeigt zur Via Torrione, während die Nebenfassade zur Via Fata Morgana zeigt. Der Haupteingang hat einen Rundbogen und ist von zwei Pilastern mit neoklassizistischen Kapitellen eingerahmt, die reich an bedeutenden, architektonischen Elementen sind. Das Gebäude hat ein Tiefparterre und zwei Vollgeschosse. Die Fassaden erheben sich über einem Sockel aus rauem Bossenwerk, wo sich die Fenster des Tiefparterres mit Eisengittern öffnen. Im Erdgeschoss, das mit einem Gesims beginnt und dessen Wände in glattem Bossenwerk gehalten sind, sind die öffentlichen Räumlichkeiten für Bankzwecke untergebracht. Die großen Bogenfenster zur Straße haben kunstvoll gearbeitete Eisengitter. Im Obergeschoss, dessen Wände glatt verputzt sind, ist durch mit Bossenwerk versehene Pilaster vertikal geteilt, die mit reichen Dekorationen enden. Dort sind die Büros der Bank untergebracht. Die Balkone, die durch große Konsolen gestützt werden, haben Geländer aus säulenförmigen Balustraden und Fenstertüren mit Architraven in Achse mit den Fenstern des Erdgeschosses. Diese haben leicht vorspringende Rahmen und sind oben durch einfache, vorspringende Kymations begrenzt, die im unteren Teil mit Girlanden verziert sind.
Der obere Teil des Gebäudes beginnt mit einem einfachen Traufgesims, das sich über dem Haupteingang erhebt und so ein gebogenes Tympanon bildet, in dessen Innerem das Adelswappen der ursprünglichen Eigentümerfamilie angebracht ist. Er schließt mit der Brüstung ab, die das Schindeldach schützt.